# Chito-ryu
Chito-ryu (千唐流) um estilo de caratê que foi fundado por Tsuyoshi Chitose (千歳剛直), em 1946. O nome do estilo é composto pelos ideogramas (千) chi, 1.000, (唐) to, China; e (流) ryū escola. Ou seja, diz-se que é o estilo chinês de caratê de mil anos.

## História
O fundador do estilo é neto do mestre Sokon Matsumura, pelo lado paterno[a]. Todavia, debutou no estudo do caratê por intermédio do mestre Aragaki Seisho, de quem recebeu os primeiros ensinamentos aos sete anos de idade, no ano de 1905.
Chitose seguiu buscando conhecimentos em vários sítos e com várias pessoas, e nesse meio tempo treinou com ilustres mestres, tais como Kanryo Higaonna, Gichin Funakoshi, Chojun Miyagi, dentre outros.
Quando sobreveio a Segunda Guerra Mundial e acirrando-se o estado beligerante entre Japão e China, sucedeu de Chitose ir parar neste último país, porque fazia parte do corpo médico do exército nipoônico. Posto que em guerra, o mestre tornou-se achegado de alguns moradores nativos, dentre estes um mestre de chuan fa, de quem muito aprendeu.
Depois da grande guerra, o mestre resolveu ensinar o que sabia, criando seu estilo próprio. E, em 1948, um grupo de ilustres mestres reuniu-se e criou a JKA, pelo que seguiu mais formalmente a linhagem.

## Características
Estilo de movimentos fortes, tanto defesa e ataque, que é bem definido com velocidade e contração final (força). Pretende-se harmonizar os movimentos circulares e de forte concentração do Naha-te com a velocidade do Shuri-te.
Como o criador do estilo era médico, com conhecimento científico acerca da anatomia humana, o estilo visa desferir ataques apenas em pontos críticos, e, bem assim, quando defender, utilizar de certos pontos da articulação para imobilizar e/ou dominar o oponente.

## Kata
Os katas do estilo são curtos e reflectem a finalidade, que é ser pragmático. Fazem parte do conjunto: Shihohai, Niseishi Dai, Niseishi Sho, Seisan, Bassai, Chinto, Sochin, Rohai Dai, Rohai Sho, Tenshin, Sanshiryu, Kushanku, Ryusan, Sanchin.
Se for comparado ao muitos outros estilos, o Chito-ryu possui pouco kata, é que O-Sensei, mesmo a ter em seu conhecimento um grande número de katas, que provinham das mais diversas origens e linhagens, quando decidiu formatar seu modelo próprio da arte marcial, foram selecionados apenas aquelas formas capazes de carrear os princípios do estilo. E mesmo aqueles katas introduzidos no sistema tiveram movimentos suprimidos, quando eram repetitivos. Por tal motivo, os katas do estilo tendem a ser menores que os dos demais.

## Showa
O lema/código de conduta dos caratecas que praticam o estilo chama-se Showa (唱和), cuja recitação é feita no início e no final de cada treino.
| Japanese                                                                                        | Transliteração | Português |
| ----------------------------------------------------------------------------------------------- | --- | --- |
| 我々空手道を修行するものは 常に、武士道精神を忘れず 和と忍をもって成し そして、努めれば必ず達す | Ware ware karate-dō o shugyō surumono wa Tsuneni, bushidō seishin o wasurezu Wa to nin o motte nashi Soshite, tsutomereba kanarazu tassu | Nós, os estudantes do caminho do caratê, devemos lembrar sempre do espírito do Bushido. Com harmonia, perseverança e trabalho árduo alcançaremos nossos objetivos |